# Max Roqueta
Max Roqueta (Argelièrs, Llenguadoc, 8 de desembre de 1908 - Montpeller, 22 de juny de 2005) fou un dels escriptors i poeta occitans més famosos del segle xx. Era també metge, la qual cosa contribuí a arrelar els seus escrits a la seva terra, pel seu contacte habitual amb la gent del poble.
Conreador sobretot de la poesia, publicà diversos reculls que influïren profundament sobre la generació poètica apareguda després del 1945.
Expressà tot el seu saber poètic amb mots del vell llenguatge popular que sap introduir en ritmes encantadors. Dona així, també, a la prosa occitana un dels seus models més purs. Ha sigut un dels fundadors de l'Institut d'Estudis Occitans (1945), del qual fou primer secretari general i després president, amb Carles Camprós, Robèrt Lafont, Pèire Bèc, Fèlix Castanh, Max Alier, Bernat Manciet, Ismael Girard, Renat Nelli, Danís Saurat i els francesos Tristan Tzara i Jean Cassou.
Va col·laborar intensament a nombroses revistes occitanistes com "Nouveau Languedoc", "Occitània" i Òc, i va ser president del PEN Club Occità.
Han eixit el 2006 traduïts en català per Jaume Figueras els dos primers volums de la seva obra cabdal Verd Paradís.
"Las paraulas son de lutz en camin, que sabon pas se quauqu'un las espèra."

## Traduccions en català
- Verd Paradís I i II (2006), traduïts per Jaume Figueras i Trull.
- Poemes i proses, traducció d'Àlex Susanna i Jaume Figueras i Trull, col·lecció líquens 2, Galerada, Cabrera de Mar, 2002

## Prosa
- Secrèt de l'èrba (1934)
- Sòmnis dau matin (1940)
- Sòmnis de la nuòch (1942)
- L'ataüt d'Arnautz Daniel (1949)
- La pietat dau matin (1963)
- Verd Paradís (1961)
- Verd Paradís II (1974)
- Lo Maucòr de l'unicòrn(1992)
- D'aicí mil ans de lutz (1995)

## Poesies
- Lo metge de Cucunhan (1958)
- Lo manit e los encants (1996)
- Tota la sabla de la mar (1997)
- Lo corbatàs roge (1997)